# Taigà (Rússia)
Taigà (en rus: Тайга) és una ciutat de l'óblast de Kémerovo, a Rússia, que el 2019 tenia 23.168 habitants, és la seu administrativa del districte homònim. La ciutat es troba a la línia ferroviària del Transsiberià.